# Слони (фільм)
«Слони» — радянський художній фільм 1988 року, знятий режисером Володимиром Феоктистовим на Одеській кіностудії.

## Сюжет
П'ятирічний Вася впевнений, що слони вже втомились підтримувати землю на своїх спинах і незабаром прийдуть до нього у гості. Петро Фоміч з Ваською виходять їх зустрічати, але тут зачиняються двері до квартири, в якій сплять брат Василя Вітька, його дівчина та численні п'яні родичі.

## У ролях
- Юрій Горобець — Петро Фоміч
- Володимир Станкевич — Вітька
- Інокентій Січкар — Васька

## Знімальна група
- Режисер — Володимир Феоктистов
- Сценарист — Сергій Бондаренко
- Оператор — Віктор Крутін
- Художник — Михайло Безчастнов